# Juste-Aurèle Meissonnier
Juste-Aurèle Meissonier (Turim, 1695 — Paris, 1750) foi um ourives, escultor, pintor, arquiteto e desenhista de móveis francês. Considerado o pioneiro do estilo rococó na arte decorativa.

## Obras
- Livres d'ornements en trente pieces
- Ornements de la carte chronologique

## Bibliografia

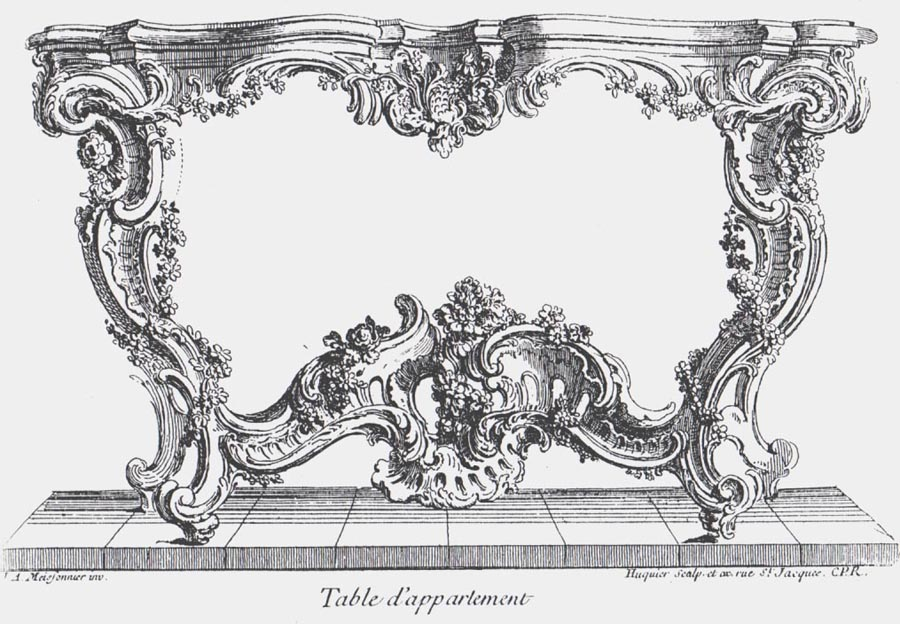
Mesa projetada por Meissonier, 1730.